# Житикаринский асбестовый горно-обогатительный комбинат
Житикари́нский асбестовый горно-обогатительный комбинат (каз. Жітіқара асбест тау-кен байыту комбинаты) — крупнейшее и единственное казахстанское предприятие по добыче и обогащению хризотил-асбеста и производства на этой основе товарного асбеста и сопутствующих строительных материалов.
Расположен в городе Житикара, Костанайская область и является градообразующим предприятием. Сырьевая база комбината — Житикаринское месторождение хризотил-асбеста.

## История
Первая очередь Джетыгариского асбестового горно-обогатительного комбината (ДАГОК) «Кустанайасбест» была введена в эксплуатацию 13 октября 1965 года в составе открытого рудника.
31 января 1974 года введена в эксплуатацию вторая очередь комбината мощностью производства асбеста в 203,8 тыс. тонн, а в конце этого же года запустили третью очередь проектной мощностью по производству асбеста — 200 тыс. тонн.
В сентябре 1993 года комбинат был преобразован в акционерное общество открытого типа «Кустанайасбест».
12 октября 2003 года ОАО «ДАГОК Кустанайасбест» переименован в АО «Костанайские минералы».

## Сотрудники
| Численность сотрудников | Численность сотрудников | Численность сотрудников | Численность сотрудников | Численность сотрудников | Численность сотрудников | Численность сотрудников | Численность сотрудников | Численность сотрудников | Численность сотрудников | Численность сотрудников | Численность сотрудников |
| 1997                    | 1998                    | 1999                    | 2000                    | 2001                    | 2002                    | 2003                    | 2004                    | 2005                    | 2006                    | 2007                    | 2008                    |
| ----------------------- | ----------------------- | ----------------------- | ----------------------- | ----------------------- | ----------------------- | ----------------------- | ----------------------- | ----------------------- | ----------------------- | ----------------------- | ----------------------- |
| 3998                    | ↘3578                   | ↘3478                   | ↘3453                   | ↗3741                   | ↗3793                   | ↗3808                   | ↘3659                   | ↘3515                   | ↘3439                   | ↗3532                   | ↘3216                   |

## Продукция
Основной продукцией комбината является хризотиловый асбест, 10 % мирового объёма которого производится в АО «Костанайские минералы». Сопутствующей продукцией являются строительные материалы, такие как сухие смеси «Альт», кирпич «Лего», синтетический карналлит.